# Тоскано-Романські Апенніни
Тоскано-Романські Апенніни (італ. Appennino tosco-romagnolo) — гірська система в Італії, частина Північних Апеннін.
Тоскано-Романські Апенніни розташовані на території історичних регіонів Тоскана, Романья (Сан-Марино) та Монтефельтро. На північному заході прохід Пассо делла Фута відокремлює їх від Тоскано-Еміліанських Апеннін, на півдні за долинами річок Тібр і Метауро починаються Центральні Апенніни, на сході за горами Альпе-делла-Луна розташовуються Умбрійсько-Маркські Апенніни.
Найвищою вершиною Тоскано-Романських Апеннін є гора Монте-Фалько (1658 м), що лежить на стику провінцій Ареццо, Флоренція і Форлі-Чезена.

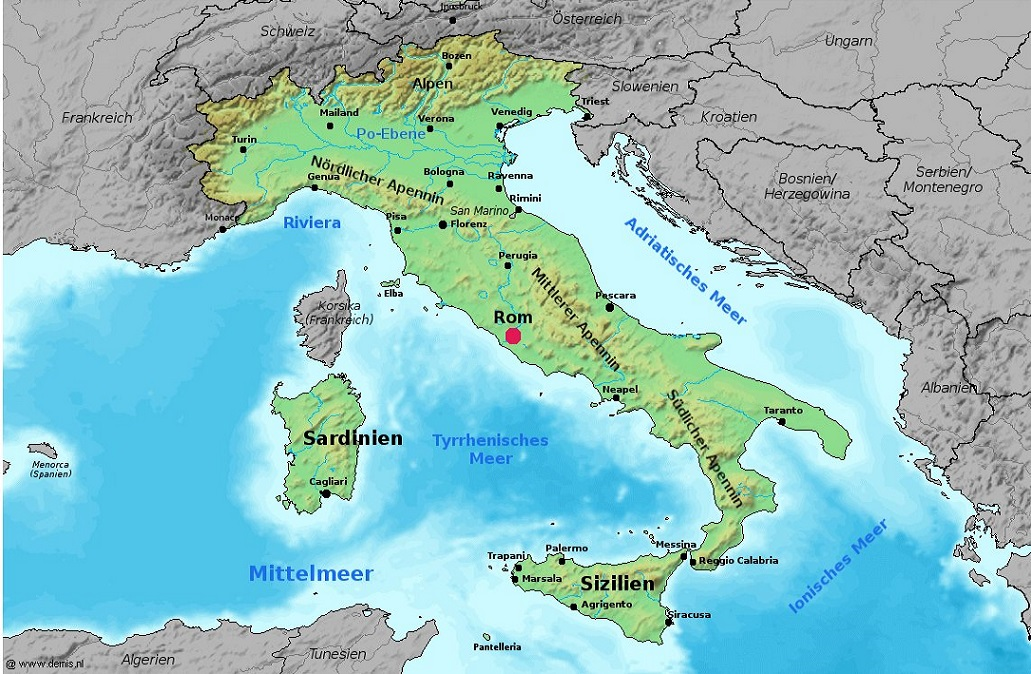